# 高士神社
高士神社位於臺灣高雄州恆春郡蕃地（今屏東縣牡丹鄉高士村舊高士部落永久屋基地），建於1939年，1945年日本投降後一度毀壞廢棄，2015年重建，祭祀高士部落的戰士，包含牡丹社事件為部落犧牲的族人、二戰期間受日本政府徵兵的排灣族軍人等，是臺灣戰後唯一一座供奉祖靈的神社。

## 沿革

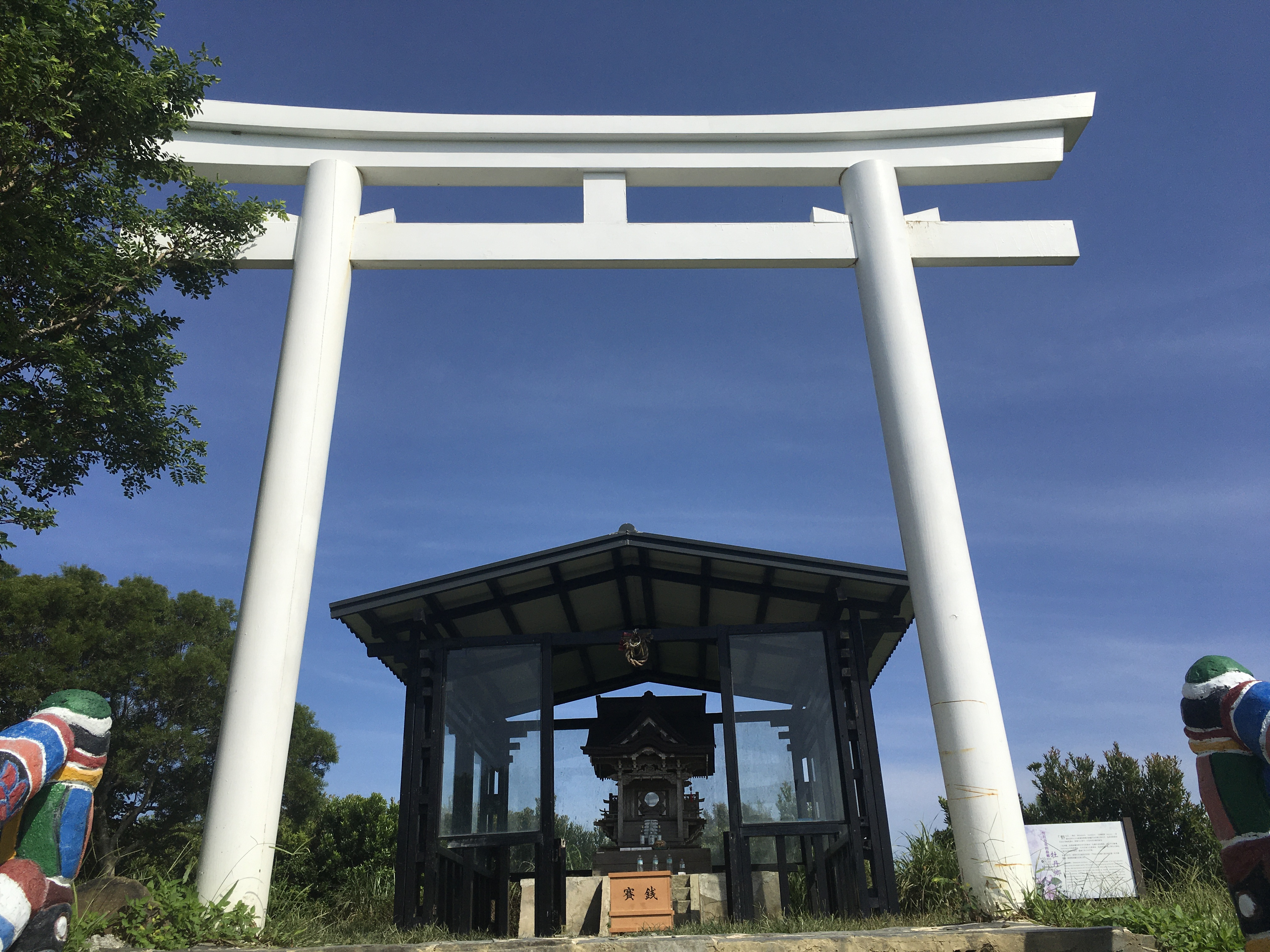
高士神社與明神鳥居

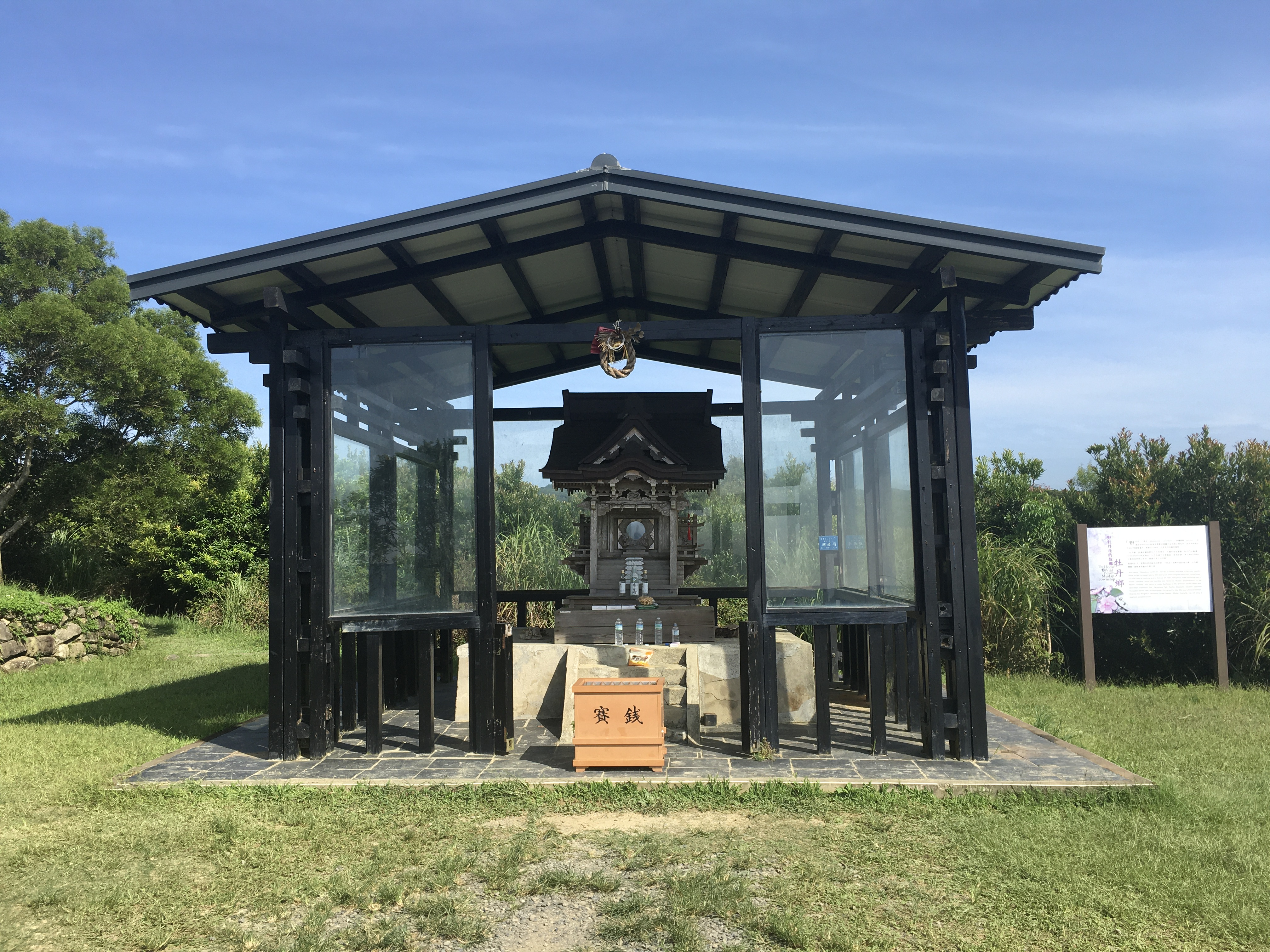
神社全景

1939年配合皇民化運動而建立，名為「クスクス祠」（Kuskus祠╱高士祠），主祀天照大神。

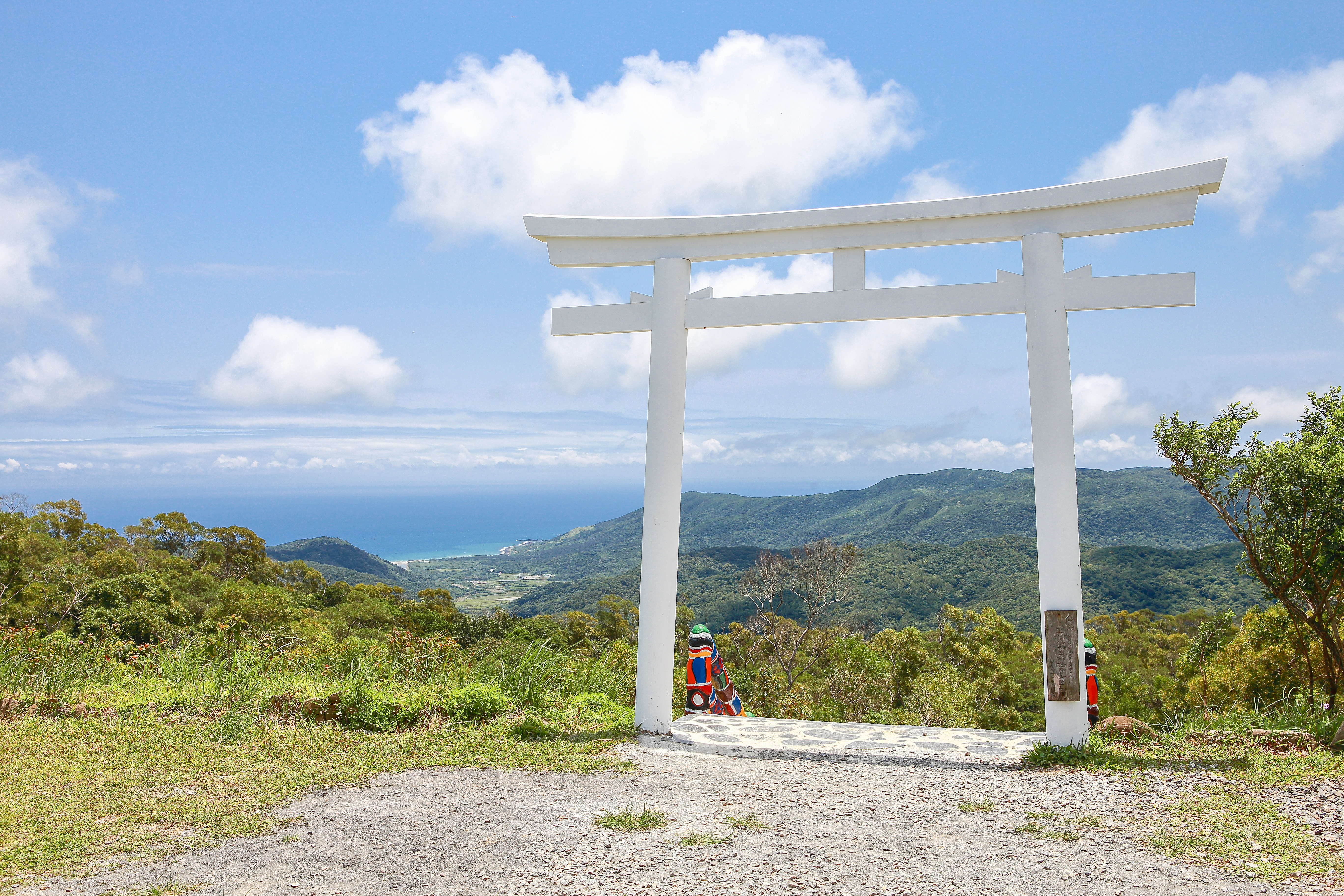
2016年豎立的明神鳥居

戰後原址曾荒廢多時，只剩石垣基座。耆老陳清福表示，二戰時的台籍日本兵族人出征前在神社前與家人互別並約定「如果我回不來了，以後就來神社相見」，因此村民希望重建神社實現親人的遺願。
日本李登輝之友會會員、日本神職人員佐藤健一為回饋日本311大地震台灣踴躍的捐助，耗資1000萬日圓贈送木造神社，於2015年8月11日舉行招魂遷座祭，同月12日舉行鎮座祭，奉祀高士佛部落戰亡的先靈，採用日本神道與排灣族傳統儀式，並在台灣基督長老教會牧師祈禱下成立。此外，成立高士佛神社管理委員會，由佐藤健一任高士神社宮司，祭儀將採用傳統排灣族部落的儀式。2016年5月7日豎立鳥居。

## 建築樣式
重建後的高士神社，高約2.30公尺，寬約2公尺，以扁柏為原材，屋頂使用全面銅板，石垣基座則保留戰前原貌。建築造型採「全面千鳥破風」與「軒唐破風」。

## 年表記事
- 1939年：初代高士神社建立
- 1945年：初代神社廢棄
- 2015年8月10日：神社重建落成
- 2016年5月5日：鳥居安裝完成
- 2017年5月6日：官方授權線上社務所成立
- 2018年5月5日：首度由台灣人神官舉行神社例祭

## 外部連結
- 高士神社 （页面存档备份，存于）（日文版高士神社部落格）
- 高士神社的Facebook專頁
- 高士神社社務所的Facebook專頁